# Jürgen Grzesik
Jürgen Grzesik (* 31. Januar 1929 in Düsseldorf; † 5. Oktober 2021 in Oberursel) war ein deutscher Pädagoge und Professor der Universität zu Köln.

## Leben
Grzesik studierte von 1950 bis 1955 Philosophie, Germanistik und Geschichtswissenschaft in Bonn. 1955 legte er das erste und 1957 das zweite Staatsexamen in den Fächern Philosophie und Deutsch ab. Von 1957 bis 1965 war er Gymnasiallehrer an den Gymnasien Bayreuther- und Siegesstraße in Wuppertal.
1960 wurde er mit einer Arbeit über "Die Geschichtlichkeit als Wesensverfassung des Menschen. Eine Untersuchung zur Anthropologie Wilhelm Diltheys und Martin Heideggers." bei Johannes Thyssen und Gottfried Martin in Philosophie promoviert.
1965 erfolgte die Abordnung an das Pädagogische Seminar der Philosophischen Fakultät der Universität zu Köln. Mit einer Arbeit über „Planung des Literaturunterrichts. Grundlagen für die Praxis des Literaturunterrichts“ habilitierte er sich 1973 in Pädagogik an der Philosophischen Fakultät der Universität zu Köln und erhielt die Venia legendi. Von 1973 bis zu seiner Emeritierung 1994 war Jürgen Grzesik ordentlicher Professor am Pädagogischen Seminar der Universität zu Köln (Lehrstuhl für Unterrichts- und Curriculumtheorie).

## Schriften

### Monographien
- J. Grzesik: Die Geschichtlichkeit als Wesensverfassung des Menschen. - Eine Untersuchung zur Anthropologie Wilhelm Diltheys und Martin Heideggers. Phil. Diss., Bonn 1961.
- J. Grzesik (Hrsg.): Texte der Existenzphilosophie. Textband. München 1968. - Kommentarband. München 1971.
- J. Grzesik: Kritische Überlegungen zur Gymnasialdidaktik. Zum gegenwärtigen Stand der Bemühungen um eine allgemeine Didaktik des gymnasialen Unterrichts. (= Münsterische Beiträge zu pädagogischen Zeitfragen. 17). Münster 1968.
- J. Grzesik: Die Steuerung von Lernprozessen im Unterricht. Heidelberg 1976.
- J. Grzesik: Planung des Literaturunterrichts. Grundlagen für die Praxis der Unterrichtsvorbereitung. Kastellaun / Saarbrücken 1976.
- J. Grzesik: Unterrichtsplanung. Eine Einführung in ihre Theorie und Praxis. Heidelberg 1979.
- J. Grzesik: Perspektiven für die weitere Entwicklung der gymnasialen Oberstufe. Bad Heilbrunn/Obb. 1984.
- J. Grzesik: Begriffe lernen und lehren. 2. Auflage. Stuttgart 1992.
- J. Grzesik: Textverstehen lernen und lehren - Geistige Operationen im Prozeß des Textverstehens und typische Methoden für die Schulung zum kompetenten Leser. 2. Auflage. Stuttgart 1996.
- J. Grzesik: Unterricht: Der Zyklus von Lehren und Lernen - Soziologische und psychologische Grundlegung. Praxis der Verständigung über Lerntätigkeiten. Stuttgart, Dresden 1994.
- J. Grzesik, E. Anhalt: Unterricht: Der Zyklus von Lehren und Lernen. - Soziologische und psychologische Grundlegung; Praxis der Verständigung über Lerntätigkeiten. Materialien: Quellentexte und Grafiken. Stuttgart, Dresden 1994.
- J. Grzesik: Was kann und soll Erziehung bewirken? Möglichkeiten und Grenzen der erzieherischen Beeinflussung. Münster 1998.
- J. Grzesik: Cognitive Operations in the reading process & Typical Methods for the training to the advanced reader. Saigon 2000. (Übersetzung des Textverstehensbuches von 1990 ins Koreanische).
- J. Grzesik: Operative Lerntheorie. Neurobiologie und Psychologie der Entwicklung des Menschen durch Selbstveränderung. Bad Heilbrunn/Obb. 2002.
- J. Grzesik: Effektiv lernen durch guten Unterricht. - Optimierung des Lernens im Unterricht durch systemgerechte Formen der Zusammenarbeit zwischen Lehrern und Schülern. Bad Heilbrunn OBB. 2002.
- J. Grzesik: Texte verstehen lernen.  - Neurobiologie und Psychologie der Entwicklung von Lesekompetenzen durch den Erwerb von textverstehenden Operationen. Münster / New York / München / Berlin 2005.
- J. Grzesik: Die Kooperation von Aufmerksamkeit, Interesse, Intentionalität und kurzzeitigem Arbeitsgedächtnis. Psychologie und Neurologie des Prozessors der menschlichen Informationsverarbeitung und seiner Funktionen für Lernen, behalten und deren Beeinflussung. Leipzig 2009.
- J. Grzesik: Das deutsche Bildungssyndrom, Eine kritische Diagnose der Brauchbarkeit des Bildungsbegriffs. Hamburg 2016.

### Empirische Untersuchungen
- J. Grzesik u. a.: Funktionale Analyse von Lehrhandlungen. Opladen 1977.
- J. Grzesik, P. Fleischhauer, N. Meder: Interaktions- und Leistungstypen im Literaturunterricht. - Eine handlungstheoretische Feldstudie unterrichtlicher Komplexität. Opladen 1982.
- J. Grzesik, M. Fischer: Was leisten Kriterien für die Aufsatzbeurteilung? - Theoretische, empirische und praktische Aspekte des Gebrauchs von Kriterien und der Mehrfachbeurteilung nach globalem ersten Eindruck. Opladen 1984.
- J. Grzesik, K.-H. Hahnengreß, A. Hermanns, R.-D. Precht, B.-A. Stegmann, K.-U. Wasmuth: Kann das Verstehen wissenschaftlicher Texte gelernt und gelehrt werden? - Ein Training von Fähigkeiten, theoretischen Textsinn mental zu modellieren. Münster 1998.